# Wojciech Jankowski (wioślarz)
Wojciech Jankowski (ur. 1 kwietnia 1963 w Płocku) – polski wioślarz, trzykrotny olimpijczyk, brązowy medalista Igrzysk Olimpijskich w Barcelonie (1992), trzykrotny medalista mistrzostw świata, 33-krotny mistrz Polski (w latach 1982–1989). Po zakończeniu kariery zawodniczej – trener wioślarstwa.

## Życiorys
Ukończył studia w Akademii Wychowania Fizycznego w Gdańsku. Reprezentant PTW Budowlani Płock (1978–1999). Zasłużony Mistrz Sportu, odznaczony m.in. brązowym Medalem za Wybitne Osiągnięcia Sportowe. Żonaty (Barbara Kopiczko), ma trzech synów: Huberta, Kacpra i Wiktora. Mieszka w Płocku.
W 2009 został odznaczony Krzyżem Kawalerskim Orderu Odrodzenia Polski.

## Osiągnięcia jako zawodnik

### Igrzyska olimpijskie
- Barcelona 1992 – 3. miejsce w kategorii czwórki ze sternikiem

### Mistrzostwa świata
- 1991 – 3. miejsce w kategorii czwórki ze sternikiem[1]
- 1993 – 2. miejsce w kategorii czwórki bez sternika[1]
- 1995 – 3. miejsce w kategorii czwórki bez sternika[3]

## Kariera trenerska
Od 2002 roku był trenerem polskiej kadry narodowej wioseł długich. Doprowadził reprezentacyjną ósemkę do największych w historii sukcesów – brązowego medalu mistrzostw świata w 2014 w Amsterdamie, medali mistrzostw Europy (w tym trzech złotych w 2009, 2011 i 2012) oraz dwóch piątych miejsc na igrzyskach olimpijskich w 2008 i 2016. Największym sukcesem prowadzonej przez niego osady był jednak złoty medal Mistrzostw Świata w 2019 czwórki bez sternika. Ta sama czwórka zdobyła w 2019 roku srebro na Mistrzostwach Europy. Za wyniki te W. Jankowski otrzymał nagrodę dla najlepszego trenera 2019 roku Polskiego Związku Towarzystw Wioślarskich.